# جون ويليام ديفيس
جون ويليام ديفيس (بالإنجليزية: John William Davis)‏ هو محامي وقاضي وسياسي أمريكي، ولد في 12 سبتمبر 1916 في الولايات المتحدة، وتوفي في 3 أكتوبر 1992 في نفس البلد. حزبياً، نشط في الحزب الديمقراطي. وقد انتخب عضو مجلس النواب الأمريكي.